# Правящая королева

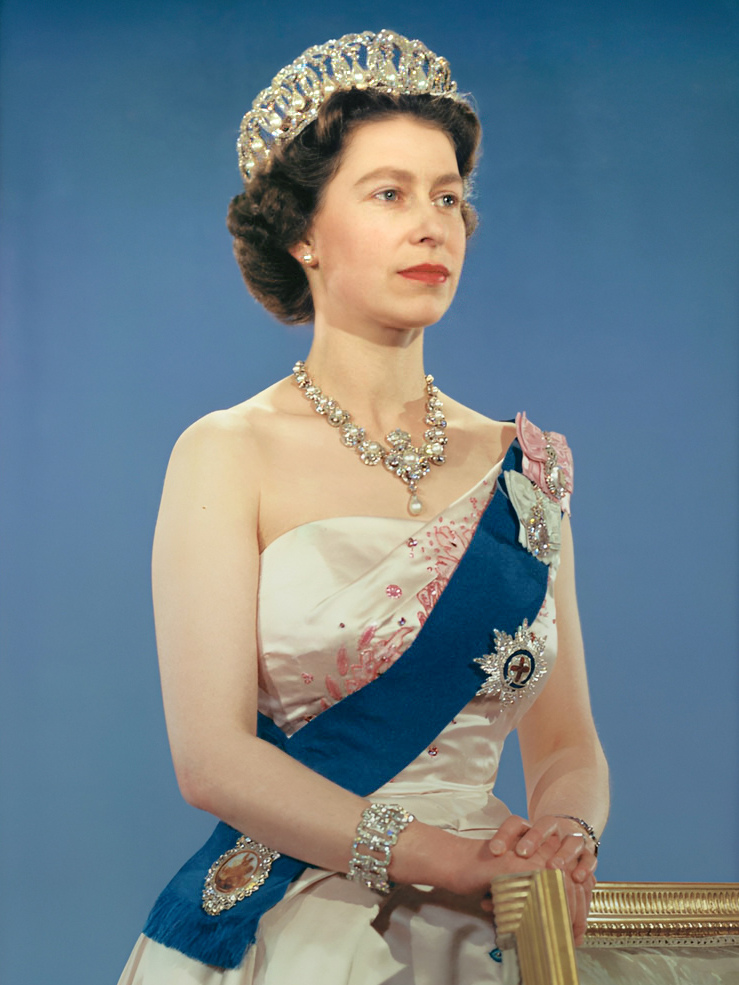
Елизавета II, правившая Великобританией с 1952 года до своей смерти в 2022 году, является самой долго правившей королевой в мировой истории.

Правящая королева (царица, императрица, великая герцогиня, княгиня (принцесса) и т. д.) — монарх женского пола в своём праве, обладает суверенной властью и применяет её, в отличие от консорта — супруги правящего монарха, которая разделяет его титул и звание, но не разделяет его властные полномочия. При этом супруг правящей королевы не всегда разделяет её титул и звание (обычно никогда).
Королева-мать (царица-мать, императрица-мать, великая герцогиня-мать, княгиня-мать (принцесса-мать) и т. д.) — это титул отрёкшейся от престола королевы, которая является матерью правящего монарха.

## История
В Древнем Египте, тихоокеанских культурах и в европейских странах женщины-правительницы получали титул, идентичный титулу правителя данного государства, например фараон. Так, византийская императрица Ирина назвала себя «basileus», то есть «император», а не «basilissa», «императрица». Королева Польши Ядвига была коронована как Rex Poloniae, «Король Польши».
Среди правителей Иудейского царства была упомянута единственная царствующая царица Гофолия, хотя Еврейская Библия расценивает её отрицательно как узурпатора. Намного позже царица Александра из рода Хасмонеев пользовалась большой популярностью.

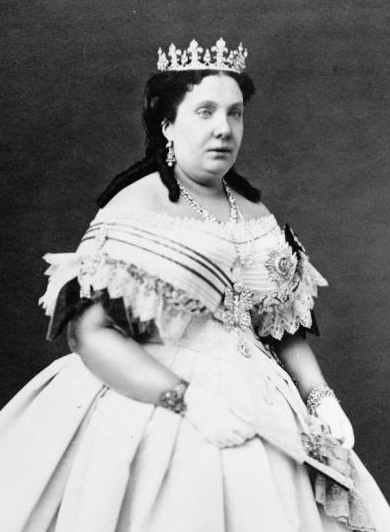
Изабелла II, единственная правящая королева Испании

Фактически король может быть царствующим королём или супругом правящей королевы одновременно, но это различие редко проводится, оно использовалось только дважды за всю историю Британской монархии и предшествующих ей монархий. В монархиях, существующих в настоящее время и позволяющих женщинам вступать на престол, супруг царствующей королевы обычно получает титул не короля, а принца-консорта. Например, принцами-консортами были супруг королевы Дании Маргрете II Хенрик Датский (титул официальный) и супруг королевы Великобритании Елизаветы II Филипп, герцог Эдинбургский (официально титула принца-консорта не носил).

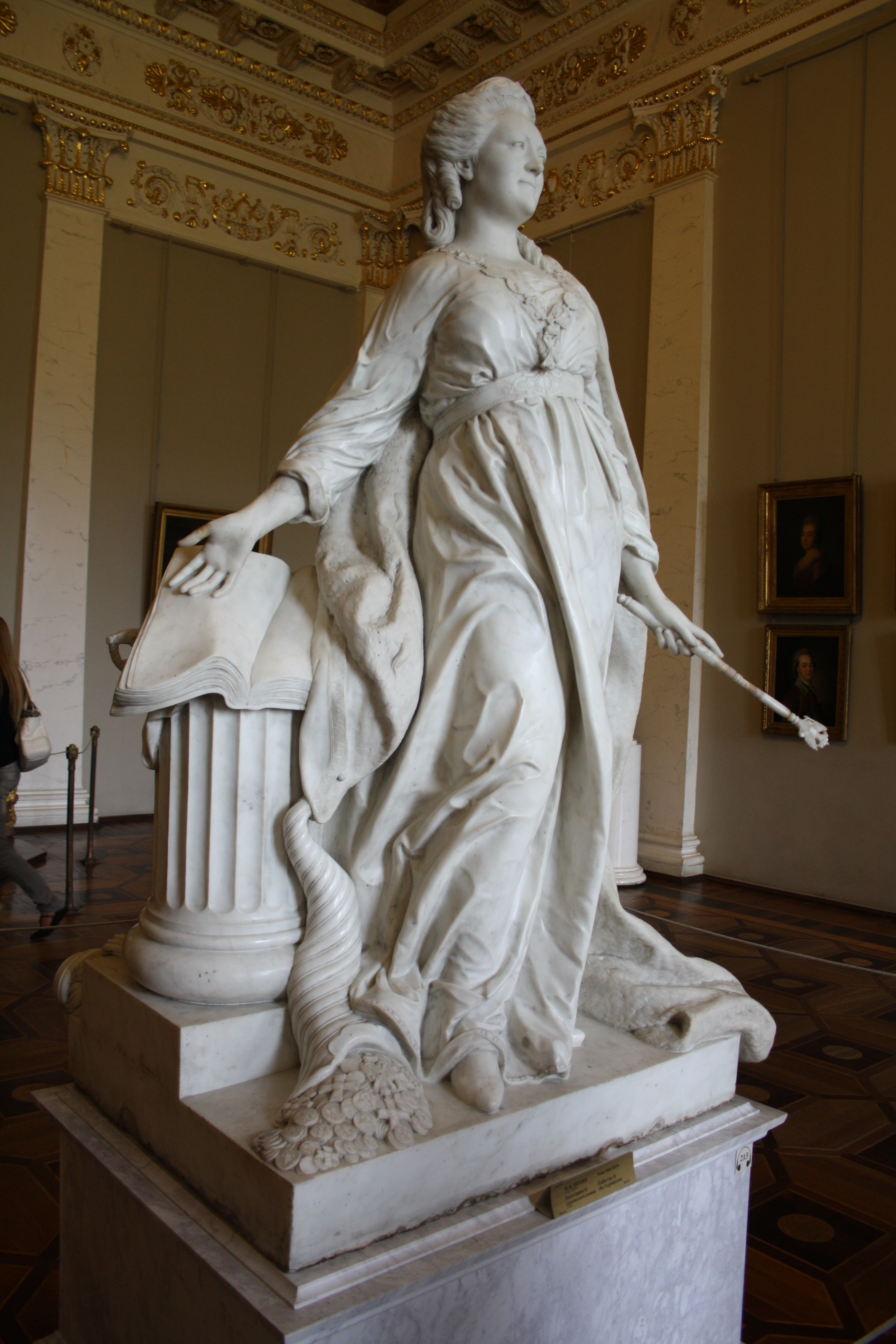
Екатерина II — последняя женщина, правившая в России

В истории известны примеры несколько иного титула для супругов царствующей королевы — король-консорт. Такой титул носили супруг королевы Англии Марии I Тюдор Филипп II (являвшийся одновременно королём Испании) и два первых мужа королевы Шотландии Марии Стюарт: Франциск II (являвшийся одновременно королём Франции) и Генрих Стюарт. Супруг Марии II, королевы Англии и Шотландии, Вильгельм III, принц Оранский, носил титул короля-регента, но также обладал суверенитетом и царствовал в равных правах с супругой и остался королём Англии и Шотландии после её смерти. Подобный случай был единственным в истории Великобритании.
Восхождение на престол происходит в соответствии с порядком престолонаследия, принятым в государстве. Согласно одному из видов преемства верховной власти в монархическом государстве, будущий монарх назначается действующим правителем. Согласно праву первородства (примогенитура), существует право старшего отпрыска монарха на наследование, который получает титул регента. В противоположность этому виду наследования, существует переход наследства к младшему сыну монарха. Престолонаследие может осуществляться по женской линии, по мужской линии или с учётом обеих. Иногда, в случае необходимости, назначение монарха практикуется посредством всеобщего голосования.
Начиная с Позднего Средневековья самой распространённой системой наследования трона в монархиях была патрилинейная (агнатическая) примогенитура, в соответствии с которой сыновья монарха и другие мужские члены династий обладали приоритетом в линии престолонаследия и женщины могли взойти на престол только в том случае если в династии не осталось мужчин. Во многих государствах, согласно салической системе, женщины полностью исключались из линии престолонаследия (это часто приводило к кризису монархии). В некоторых монархиях таких как Япония и Лихтенштейн салический закон действует и по сей день, несмотря на то, что некоторые из этих государств довольно прогрессивные и либеральные. В истории Австрии, например, только Мария Терезия была правящей королевой. 
Менее распространённой системой наследование трона была когнатическая (кастильская, английская) примогенитура или первородство по мужским предпочтением, в соответствии с которой женщины не исключались из линии наследования, но их братья не зависимо от возраста опережали их в линии наследование. Данная система наследование была отменена во всех существующих европейских монархиях (за исключением Испании и Монако). Несмотря на это данная система наследования и по сей день действует в Бутане, Таиланде и Тонга. 
В 1980 году в Швеции, были внесены поправки в законодательные акты о престолонаследии, в результате чего женщины и мужчины стали иметь равные права на престол (данный принцип наследование называется абсолютная (шведская, скандинавская) примогенитура). После этого некоторые европейские монархи (не считая Королевств Содружества которыми правит британский монарх) внесли те же поправки в законодательный акт: Нидерланды в 1983 году, Норвегия в 1990 году, Бельгия в 1991 году, Дания в 2009 году, Люксембург в 2011 году, Великобритания и другие Королевства Содружества в 2013 году.  В некоторых случаях эти поправки не изменяют назначение уже установленного будущего преемника власти.
В Китае У Цзэтянь стала царствующей императрицей и основала династию Чжоу после свержения своих сыновей. Несмотря на то, что в Японии женщинам официально запрещено вступать на престол, за всю историю Японии существовало восемь правящих императриц.
После смерти Елизаветы II королевы Великобритании и королевств Содружества 8 сентября 2022 года в мире оставалась только одна правящая королева и женщина-монарх — королева Дании Маргрете II. 
После отречения Маргрете II, королевы Дании (последней правящей королевы в мире) 14 января 2024 года в мире не осталось правящих королев и других женщин-монархов. Но несмотря на это в будущем появится как минимум пять правящих королев: будущая королева Швеции Кронпринцесса Виктория (также у Виктории есть дочь Принцесса Эстель которая станет правящий королевой после матери), будущая королева Норвегии Принцесса Ингрид Александра (дочь и наследница Кронпринца Хокона будущего короля Норвегии), будущая королева Бельгии Елизавета, герцогиня Брабантская, будущая королева Нидерландов Катарина-Амалия, принцесса Оранская и предполагаемая будущая королева Испании Леонор, принцесса Астурийская.

## Правящие королевы в настоящее время
| Королева (императрица, великая герцогиня, княгиня и т. д.) | Страна | Дата вступления на престол |
| ---------------------------------------------------------- | ------ | -------------------------- |
| Вакантно                                                   |        |                            |